# Alessandra Mussolini
Alessandra Mussolini, italijanska političarka, igralka, fotomodel, zdravnica in kirurginja, * 30. december 1962, Rim.
Mussolini je hčerka Romana Mussolinija, tretjega sina Benita Mussolinija in njegove žene Anne Marie Scicolone, sestre Sophie Loren. 
Sprva se je ukvarjala z modeliranjem in manekenstvom (tudi za Playboy) in igranjem na televiziji in v filmih. Pozneje je diplomirala iz medicine in kirugije. 
Leta 1992 je vstopila v politiko. Sprva je bila članica neofašistične stranke Movimento Sociale Italiano (MSI).
Svoj največji uspeh je dosegla leta 2004, ko je bila izvoljena v Evropski parlament.

## Filmografija
- Bianco rosso e (1972)
- Una Giornata particolare (1977)
- Il Caso Pupetta Maresca (1982, TV)
- Il Tassinaro (1983)
- Qualcosa di biondo (1984)
- The Assisi Underground (1985)
- Ferragosto O.K. (1986, TV)
- Noi uomini duri (1987)
- Vincere per Vincere (1988, TV)
- Pupetta Maresca (1988, TV)
- Sabato domenica e lunedì (Saturday, Sunday, monday, 1990, TV)
- Derech L'Ein Harod, Ha (1990)
- The neo-fascist Trilogy II: In the Name of the Duce (1994)